# Château du Magnet
Le château du Magnet est une propriété privée du XVIe siècle située sur la commune de Mers-sur-Indre dans le département de l'Indre en France. Peu après avoir été la résidence de la célèbre danseuse Céleste Mogador, il devient le décor du roman La Mare au diable de George Sand.

## Localisation

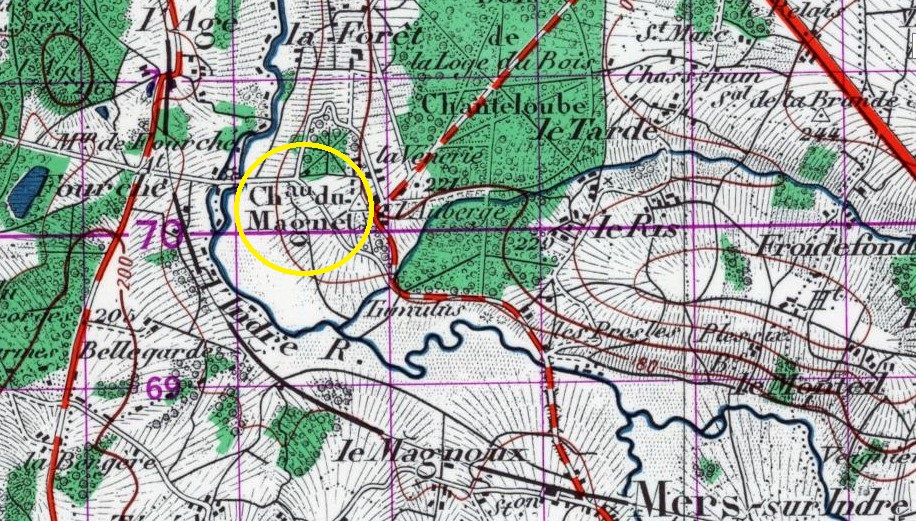
Carte de Cassini indiquant la localisation du château (vers 1768).

Le château est situé au cœur du Boischaut, au nord-ouest de la commune de Mers-sur-Indre, au 1 route de Fourche, non loin de la « Mare-au-diable » dans le bois de Chanteloube, rendue célèbre par l'écrivain George Sand.

## Historique

### La seigneurie du Magnet
L’histoire du château du Magnet (ou « Magné ») dans sa période féodale est intimement liée à celle de la Motte de Presles, située sur la même commune de Mers-sur-Indre. L’origine de la seigneurie du Magnet reste inconnue, on suppose qu’elle réside dans le dédoublement de la terre de Presles. Le fief, chastel et seigneurie du Magnet consistaient en un grand et beau chastel et maisons forts avec tours, mâchicoulis en bois et de hautes futaies appelées la « Touche du Magnet ».
Au milieu du XIIIe siècle, la famille de Praelles ayant succédé à Evrad de Presles s’est éteinte faute d’héritier, et le vaste domaine a été divisé entre les maisons de Naillac, Le Groing et Guérin. Selon toute vraisemblance, la terre du Magnet échut à la famille Naillac, l'une des plus anciennes et illustres du Berry. Dans un testament de 1507, Louise de Clac était qualifiée de « dame de Montipouret et du Magné ». Elle tenait ses terres de sa mère, Jeanne de Naillac, mariée à Pierre II de Clac, tous deux morts tragiquement. À la suite de son mariage avec Louise de Giac, Jacques de La Queuille fut propriétaire du fief du Magnet, ainsi que ses fils Guillaume (chambellan de Louis XI), petit-fils Charles (chambellan du duc de Bourgogne) et arrière petit-fils François. Ce dernier, capitaine de cent hommes d’armes, acheta à Pierre Guérin, la seigneurie de Presles en 1518, mais dans son aveu et dénombrement de 1507, il précise que « chastel, maison et place-forte » de Presles était alors en ruines et que, en revanche, existait au Magnet « un grand et beau chastel, et maison-fort, avec tours et machicoulis ».
Plusieurs familles alors se succédèrent. En 1544, le propriétaire est Jacques de Genouillac. En 1548, alors que le château de Presles était en ruine, le bel édifice du Magnet en prenait tout naturellement le nom, les droits, les devoirs et prérogatives. Son fils François en hérite en 1563 mais, sans descendance, il cède le fief à sa sœur Jacqueline de La Châtre, femme de Guillaume Pot, seigneur de Rhodes, qui y demeure encore en 1594. En 1626, les justices de Presles et du Magnet sont réunies et incorporées au duché-pairie. La dernière membre de la famille, Louise-Charlotte Pot, meurt en 1715 sans descendance. Le domaine passe alors à Jacques-Auguste de Thou, abbé commendataire de Souillac, qui vend le Magnet en 1719 à Louis-Charles de La Porte, conseiller-secrétaire du roi et général réformateur des Eaux et Forêts du Berry. Il fit agrandir le Magnet en ajoutant une aile au château, et mourut en 1745 sans enfants. Son neveu Pierre-Jean-François en hérite, qui transforme le Magnet en marquisat de Presles en 1748. Mais il perd rapidement toute sa fortune, et vend la propriété en 1776 à Jacques-Aymar de Moreton, comte de Chabrillan, d’une illustre famille du Dauphiné. Celui-ci fait réparer le château et dessiner un jardin à l'anglaise. Il vient s'y installer à la Révolution (1791) en se montrant très généreux envers les pauvres.

### Depuis leXIXesiècle
À sa mort en 1802, le Magnet passa à son petit-fils Jacques-Aimé-Constant de Chabrillan (1780-1847), officier d’ordonnance et comte d’empire. Son second fils Lionel-Paul-Josselin en hérite en 1847. Aimant la grande vie parisienne, il y fait la connaissance de Céleste Mogador, célèbre danseuse et écuyère à l’hippodrome, qu'il épousera en 1854. Les séjours des deux amants au Magnet furent souvent interrompus par des brouilles récurrentes. Un chêne baptisé « Mogador », planté à l’entrée du bois, rappelle les séjours de l'illustre artiste.

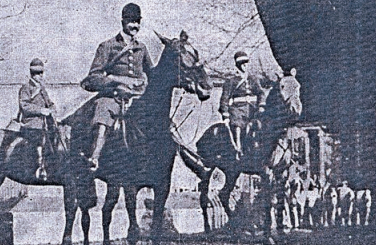
M. Simons lors d'une chasse à courre au Boischaut.

Mais le comte fut bientôt ruiné et dut vendre le Magnet en 1851 à Ernest-Rigobert Simons (1803-1864), chevalier de la Légion d’Honneur, administrateur de la Compagnie des messageries maritimes impériales. Peu à peu, celui-ci reconstitua la terre de Presles en rachetant les fermes, champs, prés et bois vendus naguère par le comte de Chabrillan (Presles, Chanteloube, Fourches, L’Âge, La Chaboterie, Bellevue, Lac-Canot, Lac-Giraud, Jeu-les-Bois, Tranzault, Lys-Saint-Georges, Montipouret, Neuvy, Sassierges, Saint-Germain, Saint-Août).
La famille Simons fut propriétaire du château sur trois générations. Le château fut réparé, restauré, agrandi d’un pavillon à trois étages. La façade s’embellit d’une nouvelle tour et d’un porche d’entrée. La chapelle fut reconstruite et rendue au culte. Il laissa à son fils Charles-Alexandre Simons (1836-1893) plus de 4 000 ha. Celui-ci continua l'œuvre de son père, se préoccupant d’améliorer les bâtiments d’exploitation et de moderniser la culture et l’élevage. Armand-Ernest Simons (1866-1952) succéda à son père et partit en Angleterre lors de la Seconde Guerre mondiale. Il vendit la propriété en 1946 à Mme Guérineau, alliée à la famille.

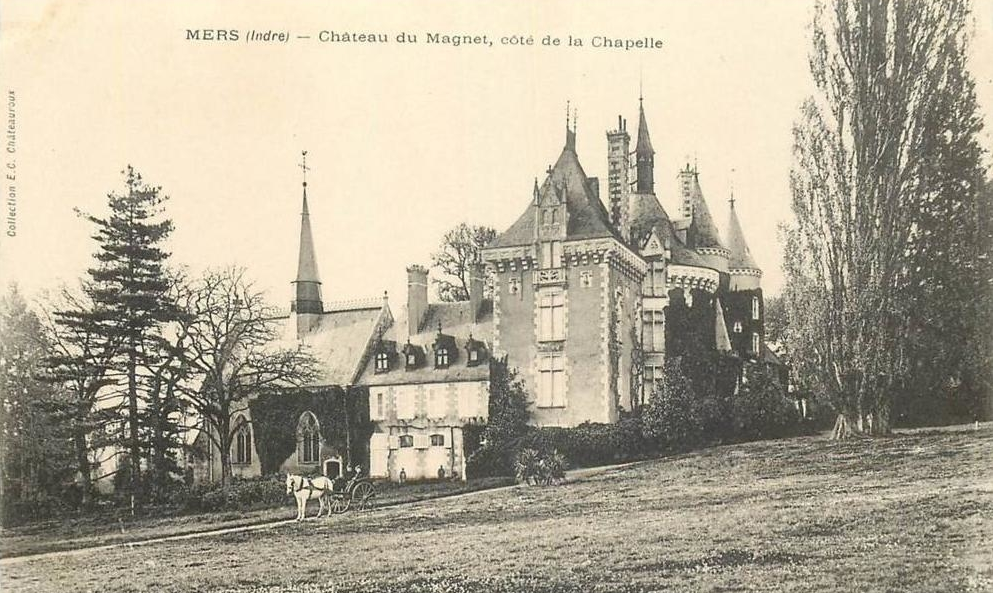
Carte postale ancienne du Magnet.

Dans les années 1960, la châtelaine accueille quelque temps sur place des religieuses bénédictines du Saint-Sacrement dites de « Saint-Louis du Temple ». Le domaine prend alors le nom de « Monastère Notre-Dame du Magnet », et des récollections y sont prêchées. Chassées par l'archevêque du lieu en 1967, les sœurs s'installent à Jouques.
De 1990 à 1994, le château va abriter une secte new age qui prend la forme d'une école de chevalerie (intitulée « Radiance ») avec un musée de la « mère universelle », des cours de théâtre ésotérique, de calligraphie et de peinture sacrées, de céramique, de tai-chi-chuan et d'arts martiaux. Les propriétaires proposent alors des « stages écologiques » sous la férule d'un « guide extérieur momentané », Yves Monin, alias Emmanuel. La secte fera l'objet de plaintes pour abus de confiance, exploitation et embrigadement de personnes. On l'accuse de pratiquer des rituels « d'actes sexuels, de magie et d'invocation à Satan »[réf. non conforme].
Un multimillionnaire, gagnant de la Loterie nationale, achète pour quelques années le château et entreprend d'importantes restaurations, particulièrement l'aile nord et les toitures. Plus tard, le château accueille des chambres d'hôtes. Depuis juin 2017, la propriété appartient à la famille Petiau.

## Description

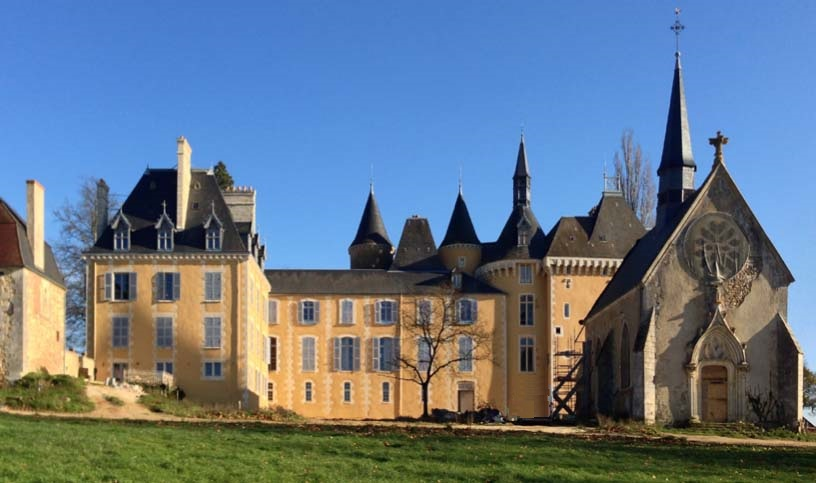
Façade Ouest du château

Le château date en partie de la Renaissance, bien que construit sur les vestiges d'un château médiéval. La façade ouest est de type classique. Il fut remanié de nombreuses fois jusqu’à la fin du XIXe siècle. Il étonne et attire l’attention par les hautes toitures et lucarnes à pinacle de ses deux grosses tours principales.
Une chapelle historique, reconstruite au XIXe siècle, orne la propriété. Elle était autrefois reliée au château par une aile sud aujourd'hui détruite. La chapelle est de forme rectangulaire avec deux travées, édifiée entre 1851 et 1870 dans le style néogothique par la famille Simons. Les vitraux, réalisés dans le 3e quart du XIXe siècle, représentent quatre verrières figurant la Vierge à l'Enfant et saint Joseph (baie 1), un saint évêque et sainte Solange (baie 2), saint Antoine l'ermite et saint Ursin (baie 3), saint Alexandre de Jérusalem et un soldat romain (baie 4).

## Littérature

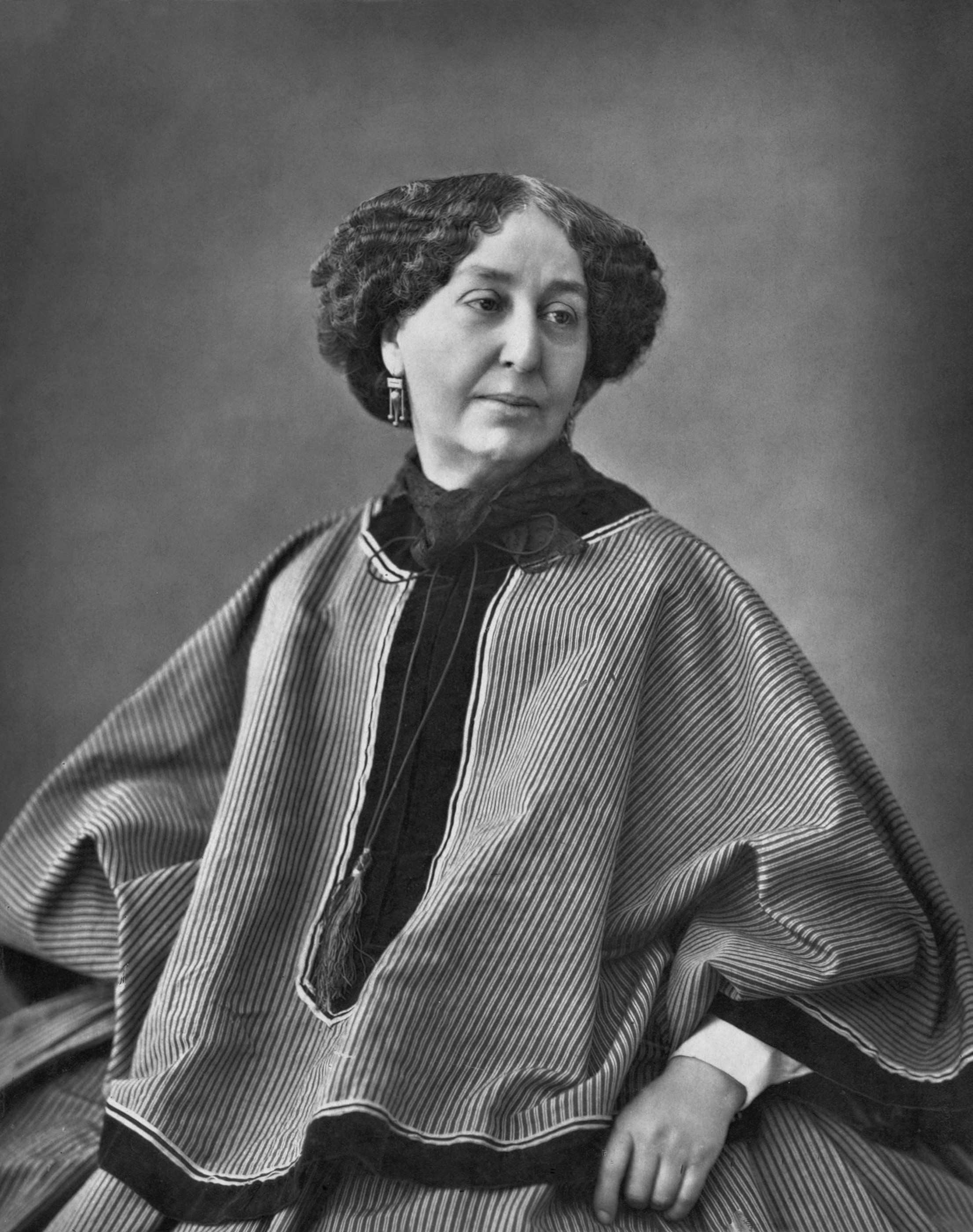
George Sand était voisine du Magnet.

Le château du Magnet devient le décor de certains romans de George Sand. La propriété se situe en effet dans ce que l'écrivain appelle « la Vallée noire », non loin de son château de Nohant où sa grand-mère maternelle était venue se réfugier après la Révolution. La géographie de la Vallée noire a un aspect très verdoyant et protégé, décrit par elle comme un endroit paradisiaque. Sand évoque ce « romantique château » dans deux de ses ouvrages : La Vallée noire (1884) et La Mare au diable (1846). À propos de ce dernier, Jacques Lerale commente 

« Quant aux Ormeaux, dont le fermier est antipathique, la courtoisie exigeait de ne pas employer le vrai nom du lieu décrit qui est le château du Magnet, commune de Mers, écrit Magnier, graphie généralement utilisée par George Sand dans sa correspondance. En réalité, les Ormeaux est un hameau de Lourouer-Saint-Laurent. »

— Jacques Lerale , La toponymie dans l'œuvre romanesque de George Sand, in Actes des colloques de la Société française d'onomastique, 1998 (8), p. 367.

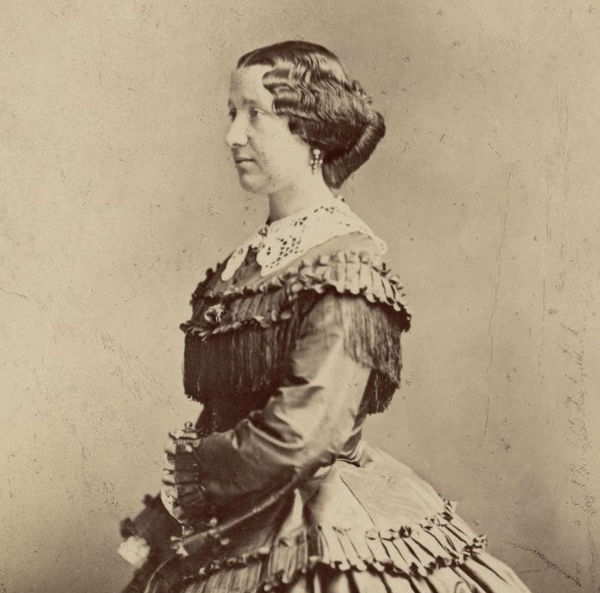
La Mogador fit plusieurs séjours au château.

Dans ses Mémoires, Céleste Mogador se souvient de sa première nuit passée au château : 

« Le domestique avait ouvert la grille ; nous roulâmes de nouveau. La lune venait de sortir des nuages ; elle éclairait un beau château. Les tours se dessinaient sur un fond gris, avec une majesté imposante et sombre. La neige couvrait la terre comme un linceul ; les pins se dressaient comme des tombes ; on eût dit un cimetière avec de grands monuments. (…)
On me fit entrer dans une grande salle, où la cheminée devait avoir huit pieds de haut. On conduisit M. Martin à sa chambre, dans le bâtiment de droite. Je suivis Robert. Il monta un escalier de pierre, dans une grosse tour, sur la gauche.
Je marchais silencieuse, n'osant pas respirer. L'écho devait être menaçant ! L'aspect du dehors et du dedans me parurent sinistres ! Il me semblait voir des ombres se détacher des murs pour me chasser. Nous entrâmes dans une grande chambre où un domestique allumait du feu. Il y avait quatre bougies allumées ; c'est à peine si elle était éclairée. Je vis une chose dont je n'avais jamais eu l'idée : c'est la splendeur du quinzième siècle. Cette pièce, qui pouvait avoir dix mètres carrés, était tendue d'un brocard rouge, garni en haut, en bas et dans les angles de colonnes de bois sculpté et doré.
Des glaces à biseau dans des cadres superbes, des peintures sur les portes, sur les cheminées ; un lit en bois doré, garni de soie pareille à la tenture. Au plafond tenait une corbeille de fleurs en bois doré, d'où s'échappaient des rideaux de soie, à franges d'or ; des meubles en bois de rose, de laque, en faisaient l'ornement. De grands fauteuils-bergères, rouge et or, complétaient le mobilier. Le lit était en face de la cheminée. »

— Céleste Mogador, Mémoires, Librairie nouvelle, Paris, 1858, t. 2, pp. 281-282.
Puis plus tard : « Sa gêne était grande. Le château qu'il avait gardé en partage était délabré ; une seule chambre annonçait une splendeur passée. Le tout était vieux de trois cents ans. Il fallut tout réparer, château et domaines. »